# Аркадівка
Арка́дівка — село в Україні, у Шевченківській селищній громаді Куп’янського району Харківської області. Населення становить 100 осіб станом на 2024 рік. До 2020 орган місцевого самоврядування — Аркадівська сільська рада.

## Географія
Село Аркадівка знаходиться на березі річки Великий Бурлук в місці впадання в неї річки Гусинка, вище за течією на відстані 3 км розташоване село Роздольне, за 1 км — колишнє село Крейдянка, нижче за течією на відстані 2,5 км розташоване село Горожанівка. На протилежному березі річки Гусинка за 1,5 км — село Іванівка. На відстані 2,5 км розташоване село Микільське.

## Історія
- Поблизу села Аркадівка виявлені залишки поселення бронзової доби.
- 1653 — дата заснування.
- 7 (20) листопада 1917 року, відповідно до.Третього Універсалу Української Центральної Ради, увійшло до складу Української Народної Республіки[1].
- 12 червня 2020 року, відповідно до Розпорядження Кабінету Міністрів України № 725-р «Про визначення адміністративних центрів та затвердження територій територіальних громад Харківської області», увійшло до складу Шевченківської селищної територіальної громади[2].
- 19 липня 2020 року, в результаті адміністративно-територіальної реформи та ліквідації Шевченківського району, село увійшло до складу новоутвореного Куп'янського району Харківської області[3].

## Економіка
- Свино-товарна ферма.
- ТОВ «ХАРКІВАГРО-2000».
- Фермерське господарство «Крейдянка».

## Об'єкти соціальної сфери
- Школа.
- Будинок культури.
- Фельдшерсько-акушерський пункт.